# Bad Tennstedt
Bad Tennstedt är en stad i Unstrut-Hainich-Kreis i förbundslandet Thüringen i Tyskland.
Staden ingår i förvaltningsgemenskapen Bad Tennstedt tillsammans med kommunerna Ballhausen, Blankenburg, Bruchstedt, Haussömmern, Hornsömmern, Kirchheilingen, Kutzleben, Mittelsömmern, Sundhausen, Tottleben och Urleben.